# Ángela de Mela
Ángela de Mela (La Habana, 12 de febrero de 1956) es una poetisa cubana.

## Biografía
Ángela de Mela es el seudónimo de la escritora y poetisa cubana Eulalia Ángela de las Mercedes García Valdés. Es la primera de dos hermanos. Comienza precozmente a leer los lumínicos de la calle a los tres años de edad, es matriculada entonces por sus padres en una escuela privada, a los siete años ellos le regalan una máquina de escribir, un año después hace una lectura pública de textos poéticos en el Liceo de Regla, posteriormente confesará: «Leí mis primeros versos tras la huella de José Martí»; en este liceo Martí pronunció uno de sus más intensos y encendidos discursos. 
Licenciada en Historia General por la Facultad de Filosofía e Historia de la Universidad de La Habana y Master Universitario en Ciencias del Matrimonio y la Familia por el Pontificio Instituto Juan Pablo II de la Universidad Lateranense de Roma. Investigadora, especialista y crítica literaria. En el año 1972 comienza a trabajar como especialista Literaria en el entonces Consejo de Cultura de Cuba, hoy Ministerio de Cultura. En esta época comienza a colaborar en periódicos y revistas nacionales, dirige el Departamento de Divulgación Provincial de Cultura y a partir de 1986 será la Vicepresidenta de la Campaña Nacional por la Cultura. 
Queda viuda del Premio Nacional de Literatura Félix Pita Rodríguez con el que se había casado años antes y comienza a trabajar en la publicación y promoción de su obra. 
Es fundadora del Movimiento Nacional de Talleres Literarios y del Festival Internacional de Poesía de la Habana y de la novedosa Orquesta de Poesía y Música de Cámara «Il Cántico», unión de la palabra a la música en diferentes formatos de Cámara, como un sonido de la reflexión, donde ambas manifestaciones se reciben para ese tercer lenguaje de recorrido y de sentido, una poética que es escrita «al aire» y a propósito de la música. Ha realizado numerosos viajes a España donde ha sido presentada entre otros, por los escritores Gonzalo Torrente Ballester y Jaime Siles. Este último ha dicho que su poesía tiene «un perfecto uso del lenguaje y un extremo trabajo de perfección». Fue una de las últimas, pocas y más cercanas amigas de la Premio Cervantes Dulce María Loynaz, quien la calificó como «Rara Avis de la poesía cubana».
Otros críticos han coincidido que en su poesía hay un manifiesto uso del sonido como sentido, incluso para la estructura y una búsqueda incesante de limpieza en el texto y de precisión en la palabra. Se apropia de diversos tonos para lograr un amplio registro, pero es usual ver en su poesía los versos aestróficos y de Arte mayor. 
Es actualmente Miembro de la Unión Nacional de Escritores y Artistas de Cuba, Miembro del Movimiento Poético Mundial, Miembro del la Asociación Valenciana de Escritores y Críticos Literarios. Ha desarrollado proyectos para niños débiles visuales coordinados por la UNESCO.

## Obra
- De ti, melancolía, Colección La barca de papel Ministerio de Cultura de Cuba, La Habana, 1987.
- Dónde nombrar a Mela, Zeta, La Habana, 1990.
- Tú o Yo, Media Vaca, Valencia, 1990.
- Habana & Havana, Unicornio, La Habana, 2003.
- Estancias en el Cielo, Unión, La Habana, 2006.
- Rituales de la luz, Cultivalibros, Madrid, 2008.

Se ha recogido parte de su obra en antologías coordinadas en Cuba, EE. UU., México, Uruguay y España, entre las más recientes se cuentan:
- Celebración de la palabra, Institución Alfonso el Magnánimo, Valencia, 2010.
- poeMARio, El taller del Poeta, Galicia, 2010.
- Con otra voz, Latin Heritage Foundation, Washington, 2011.
- Poemas inolvidables, Latin Heritage Foundation, Washington, 2011.
- De versos encendidos, Hipálage, Sevilla, 2011.